# Eliminacje do Mistrzostw Europy w Piłce Nożnej 2004/Grupa G
W rozgrywkach grupy G eliminacji Euro 2004 wzięło udział 5 drużyn:
- Turcja
- Anglia
- Słowacja
- Macedonia
- Liechtenstein

## Tabela
| Zespół        | Pkt | M | W | R | P | Br+ | Br− | +/− |
| ------------- | --- | - | - | - | - | --- | --- | --- |
| Anglia        | 20  | 8 | 6 | 2 | 0 | 14  | 5   | +9  |
| Turcja        | 19  | 8 | 6 | 1 | 1 | 17  | 5   | +12 |
| Słowacja      | 10  | 8 | 3 | 1 | 4 | 11  | 9   | +2  |
| Macedonia     | 6   | 8 | 1 | 3 | 4 | 11  | 14  | -3  |
| Liechtenstein | 1   | 8 | 0 | 1 | 7 | 2   | 22  | -20 |

|                    | Anglia | Turcja | Słowacja | Macedonia Północna | Liechtenstein |
| ------------------ | ------ | ------ | -------- | ------------------ | ------------- |
| Anglia             | X      | 2:0    | 2:1      | 2:2                | 2:0           |
| Turcja             | 0:0    | X      | 3:0      | 3:2                | 5:0           |
| Słowacja           | 1:2    | 0:1    | X        | 1:1                | 4:0           |
| Macedonia Północna | 1:2    | 1:2    | 0:2      | X                  | 3:1           |
| Liechtenstein      | 0:2    | 0:3    | 0:2      | 1:1                | X             |

## Wyniki
Wszystkie godziny podane wg czasu środkowoeuropejskiego
| 7 września 2002 19:30 | Turcja · Akın 14' · Erdem 45', 65' | 3:0(2:0)Raport | Słowacja | Stadion im. Alego Sami Yena, Stambuł Widzów: 18 000 Sędzia: Antonio Jesús López Nieto |
|                       |                                    |                |          |                                                                                       |

| 8 września 2003 17:00 | Liechtenstein · Stocklasa 90' | 1:1(0:1)Raport | Macedonia · 8' Hristow | Rheinpark Stadion, Vaduz Widzów: 2650 Sędzia: Witalij Hodulian |
|                       |                               |                |                        |                                                                |

| 12 października 2002 19:00 | Macedonia · Grozdanowski 2' | 1:2(1:1)Raport | Turcja · 29' Buruk · 53' Kahveci | Nacionałna Arena „Toše Proeski”, Skopje Widzów: 16 211 Sędzia: Knud Erik Fisker |
|                            |                             |                |                                  |                                                                                 |

| 12 października 2002 19:30 | Słowacja · Németh 23' | 1:2(1:0)Raport | Anglia · 64' Beckham · 82' Owen | Tehelné pole, Bratysława Widzów: 27 000 Sędzia: Domenico Messina |
|                            |                       |                |                                 |                                                                  |

| 16 października 2002 19:30 | Turcja · Buruk 7' · Davala 14' · Mansız 23' · Akın 82', 90' | 5:0(3:0)Raport | Liechtenstein | Stadion im. Alego Sami Yena, Stambuł Widzów: 10 890 Sędzia: Jurij Baskakow |
|                            |                                                             |                |               |                                                                            |

| 16 października 2002 21:00 | Anglia · Beckham 13' · Gerrard 36' | 2:2(2:2)Raport | Macedonia · 11' Šakiri · 24' Trajanow | St Mary’s Stadium, Southampton Widzów: 32 095 Sędzia: Arturo Daudén Ibáñez |
|                            |                                    |                |                                       |                                                                            |

| 29 marca 2003 18:30 | Liechtenstein | 0:2(0:1)Raport | Anglia · 28' Owen · 53' Beckham | Rheinpark Stadion, Vaduz Widzów: 3548 Sędzia: Jeorjos Kasnaferis |
|                     |               |                |                                 |                                                                  |

| 29 marca 2003 19:00 | Macedonia | 0:2(0:1)Raport | Słowacja · 28' Petráš · 90+3' Reiter | Nacionałna Arena „Toše Proeski”, Skopje Widzów: 11 000 Sędzia: Laurent Duhamel |
|                     |           |                |                                      |                                                                                |

| 2 kwietnia 2003 19:00 | Słowacja · Reiter 19' · Németh 51', 64' · Janočko 90' | 4:0(1:0)Raport | Liechtenstein | Štadión Antona Malatinského, Trnawa Widzów: 75 Sędzia: Darko Čeferin |
|                       |                                                       |                |               |                                                                      |

| 2 kwietnia 2003 21:00 | Anglia · Vassell 75' · Beckham 90+2' (k.) | 2:0(0:0)Raport | Turcja | Stadium of Light, Sunderland Widzów: 46 667 Sędzia: Urs Meier |
|                       |                                           |                |        |                                                               |

| 7 czerwca 2003 20:00 | Macedonia · Sedłoski 39' (k.) · Krstew 52' · Stojkow 82' | 3:1(1:1)Raport | Liechtenstein · 20' Beck | Nacionałna Arena „Toše Proeski”, Skopje Widzów: 5200 Sędzia: Jaroslav Jara |
|                      |                                                          |                |                          |                                                                            |

| 7 czerwca 2003 20:15 | Słowacja | 0:1(0:1)Raport | Turcja · 11' Kahveci | Tehelné pole, Bratysława Widzów: 15 000 Sędzia: Terje Hauge |
|                      |          |                |                      |                                                             |

| 11 czerwca 2003 20:00 | Turcja · Kahveci 27' · Karadeniz 47' · Şükür 57' | 3:2(1:2)Raport | Macedonia · 24' Grozdanowski · 28' Šakiri | Stadion BJK İnönü, Stambuł Widzów: 20 900 Sędzia: Roberto Rosetti |
|                       |                                                  |                |                                           |                                                                   |

| 11 czerwca 2003 21:00 | Anglia · Owen 62' (k.), 73' | 2:1(0:1)Raport | Słowacja · 30' Janočko | Riverside Stadium, Middlesbrough Widzów: 33 106 Sędzia: Wolfgang Stark |
|                       |                             |                |                        |                                                                        |

| 6 września 2003 18:30 | Macedonia · Hristow 28' | 1:2(1:0)Raport | Anglia · 53' Rooney · 63' Beckham | Nacionałna Arena „Toše Proeski”, Skopje Widzów: 20 500 Sędzia: Frank de Bleeckere |
|                       |                         |                |                                   |                                                                                   |

| 6 września 2003 20:00 | Liechtenstein | 0:3(0:2)Raport | Turcja · 13' Metin · 40' Buruk · 49' Şükür | Rheinpark Stadion, Vaduz Widzów: 3548 Sędzia: Dick van Egmond |
|                       |               |                |                                            |                                                               |

| 10 września 2003 20:15 | Słowacja · Németh 25' | 1:1(1:0)Raport | Macedonia · 62' Dimitrowski | Štadión pod Dubňom, Żylina Widzów: 2286 Sędzia: Leif Sundell |
|                        |                       |                |                             |                                                              |

| 10 września 2003 21:00 | Anglia · Owen 46' · Rooney 52' | 2:0(0:0)Raport | Liechtenstein | Old Trafford, Manchester Widzów: 64 931 Sędzia: Knud Erik Fisker |
|                        |                                |                |               |                                                                  |

| 11 października 2003 19:00 | Turcja | 0:0(0:0)Raport | Anglia | Fenerbahçe Şükrü Saracoğlu, Stambuł Widzów: 45 000 Sędzia: Pierluigi Collina |
|                            |        |                |        |                                                                              |

| 11 października 2003 20:00 | Liechtenstein | 0:2(0:1)Raport | Słowacja · 40', 56' Vittek | Rheinpark Stadion, Vaduz Widzów: 800 Sędzia: Jouni Hyytiä |
|                            |               |                |                            |                                                           |